# 아폴로 월면 관측 장치

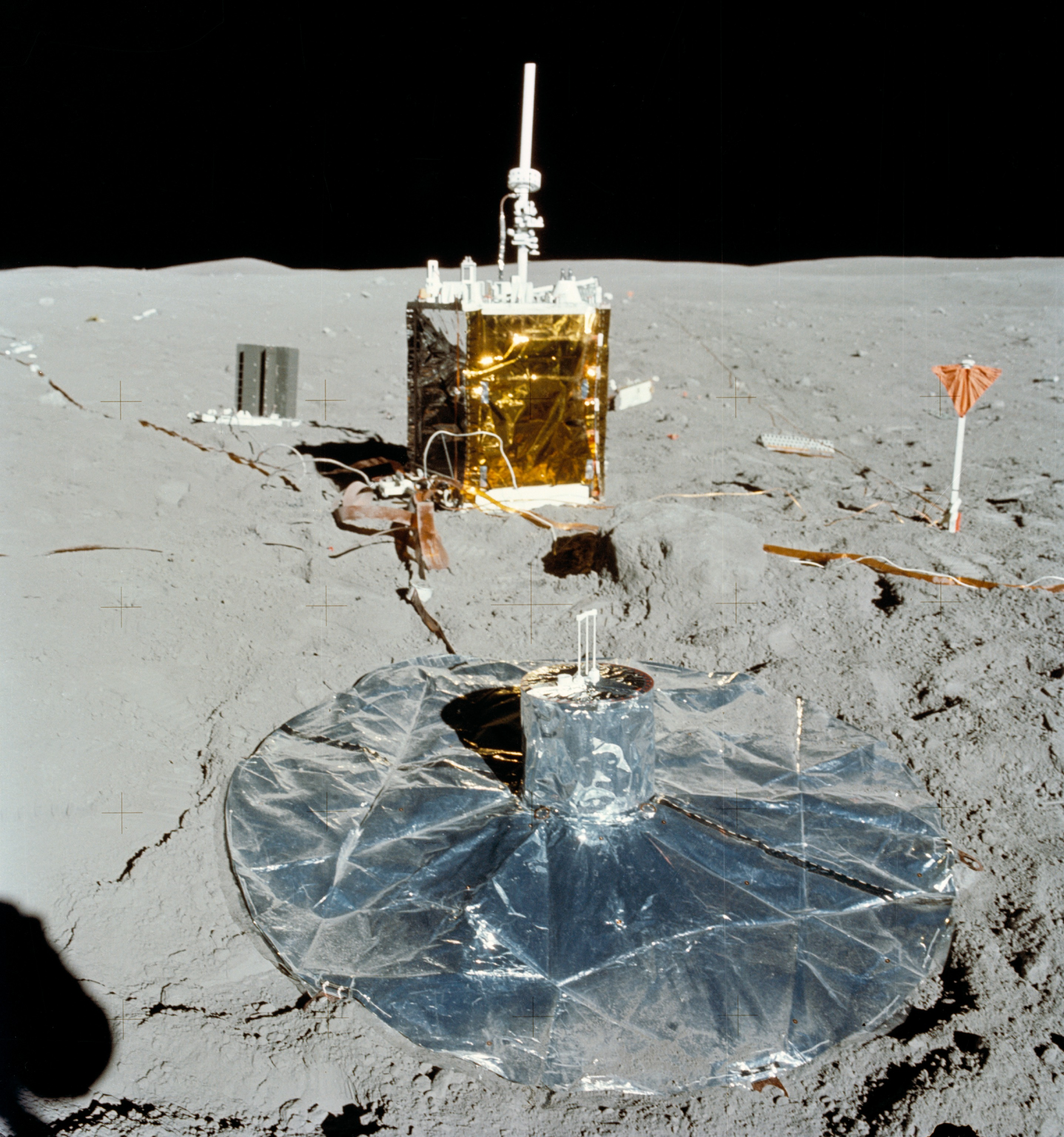
아폴로 16의 월면 관측 장치

아폴로 월면 관측 장치(Apollo lunar surface experiment package, 아폴로 달표면 실험 패키지, ALSEP) 또는 간단히 월면 과학 측정기(月面科學測定機)는 미국의 아폴로가 달표면 연구를 위해서 달에 가지고 간 관측 기기이다.
대개 다음과 같다.
1. 월진계(月震計) ― 달의 지진을 연구하는 장치이며 무게는 45kg 정도이다. 태양 전시판이 부착되어 있어 약 1년간 관측 결과를 지상으로 전송한다. 이 지진계의 역할은 달이 활화산이 없는 완전히 냉각된 죽은 천체인지 아닌지의 판단과 운석의 충돌을 관측 측정하는 것이다.
2. 레이저(laser) 반사경 ― 정밀한 거울 여러 개를 평행하게 만든 것으로 중량은 32kg이다. 지상에서 레이저 광선을 발사하면 달에 장치한 레이저 반사경에서 지구로 반사되어 온다. 지상에서 이 광선의 왕복에 소요된 시간을 측정하여 지구와 달간의 거리를 계산한다. 평균 거리는 384,400km이지만 태양에 의해서 이 거리가 약간 변한다. 이 변화의 과정을 명확히 측정하는 것이 그 목적이지만 그 외에 지구의 자전 속도의 변화를 관측해서 대륙 이동설에 관한 학설의 근거를 연구하는 것이다.
3. 태양풍(太陽風) 측정 장치 ― 태양에서 불어오는 많은 입자들, 즉 헬륨·네온·아르곤과 그외 여러 소립자의 회유 가스 원소를 포획하기 위해서 알루미늄으로 만들어진 것이다. 비행사들이 월면을 출발하기 전에 이 장치를 다시 거두어 지구로 회수해서 지상에서 분석하는 방법을 채택했다.

그 외에도 자력계·플라스마 분석계·전리 입자 검출기·열류량계·인공 지진 발생 장치 등이 있다.
이 밖에 첨가해서 이야기할 것은 아폴로 14호가 가지고 간 달 수레와 아폴로 15호의 월면 탐사차 등이 있다.

## 같이 보기
- 아폴로 계획
- 아폴로 월면차